# Martin Dúbravka
Martin Dúbravka (Žilina, Žilina, Checoslovaquia, 15 de enero de 1989) es un futbolista eslovaco. Juega de portero y su equipo es el Burnley F. C. de la Premier League de Inglaterra.

## Trayectoria

### Inicios
Formado en las inferiores del MŠK Žilina, debutó con el primer equipo en la victoria de local por 5-2 contra Dubnica el 26 de mayo de 2009. La siguiente temporada 2009-2010 jugó 26 encuentros de la Superliga de Eslovaquia donde su equipo se coronó campeón. Se clasificó con el Žilina a la Liga de Campeones de la UEFA 2010-11 y jugó los seis encuentros de la fase de grupos. 
El 30 de enero de 2014 fichó por tres años y medio con el Esbjerg fB de la Superliga de Dinamarca.
Dúbravka firmó por un año con el Slovan Liberec de la Primera División Checa en julio de 2016, el año siguiente en junio de 2017 firmaría por tres años con el Sparta Praga.

### Inglaterra
En enero de 2018 se fue a préstamo al Newcastle United por 500 000 euros con opción de compra. Debutó con el club del norte de Inglaterra el 11 de febrero, dejando la valla invicta en la victoria por 1-0 contra el Manchester United. Finalmente el Newcastle ficharía al jugador por €5 millones el 30 de mayo.
Fue el arquero titular del equipo en la temporada 2018-19. Fue el arquero con mejores estadísticas del año, superando a otros porteros más valorados como Alisson del Liverpool F. C. o David de Gea del Manchester United. El periódico Marca lo agregó a su lista de los 20 mejores jugadores en la temporada de la Premier League.
El 1 de septiembre de 2022 fue cedido al Manchester United para la campaña 2022-23, teniendo una opción de compra al final de la misma. Jugó un par de encuentros en la Copa de la Liga antes de ser cancelada la cesión el primer día del año 2023. Se volvió a marchar del Newcastle United, esta vez de manera definitva, en agosto de 2025 tras ser traspasado al Burnley F. C. y firmar por un año.

## Selección nacional
Juega por la selección de fútbol de Eslovaquia desde 2014. Debutó el 23 de mayo en la victoria por 2-0 contra Montenegro.

### Participaciones en Eurocopas
| Copa          | Sede     | Resultado        | Partidos | Goles |
| ------------- | -------- | ---------------- | -------- | ----- |
| Eurocopa 2020 | Europa   | Primera fase     | 3        | 0     |
| Eurocopa 2024 | Alemania | Octavos de final | 4        | 0     |

## Clubes
| Club                               | País            | Año       |
| ---------------------------------- | --------------- | --------- |
| MŠK Žilina                         | Eslovaquia      | 2008-2013 |
| Esbjerg fB                         | Dinamarca       | 2014-2016 |
| F. C. Slovan Liberec               | República Checa | 2016-2017 |
| A. C. Sparta Praga                 | República Checa | 2017-2018 |
| Newcastle United F. C. (préstamo)  | Inglaterra      | 2018      |
| Newcastle United F. C.             | Inglaterra      | 2018-2025 |
| Manchester United F. C. (préstamo) | Inglaterra      | 2022      |
| Burnley F. C.                      | Inglaterra      | 2025-act. |

## Palmarés

### Títulos nacionales
| Título                  | Club                   | País       | Año     |
| ----------------------- | ---------------------- | ---------- | ------- |
| Superliga de Eslovaquia | MŠK Žilina             | Eslovaquia | 2009-10 |
| Supercopa de Eslovaquia | MŠK Žilina             | Eslovaquia | 2010    |
| Superliga de Eslovaquia | MŠK Žilina             | Eslovaquia | 2011-12 |
| Copa de la Liga         | Manchester United      | Inglaterra | 2022-23 |
| Copa de la Liga         | Newcastle United F. C. | Inglaterra | 2024-25 |